# Azogues
Azogues Ecuador Cañar tartományának székhelye. A település lakossága 27 866 fő. A város leginkább az itt készülő panamakalapokról híres, amelyet kizárólag exportra gyártanak. Azogues egy festői kisváros, amely közelében található a nála is kisebb Guapan és Cojitambo.